# Gaas (Landes)
Gaas (okzitanisch: Gars) ist eine französische Gemeinde mit 471 Einwohnern (Stand: 1. Januar 2022) im Département Landes in der Region Nouvelle-Aquitaine. Sie gehört zum Arrondissement Dax und ist Teil des Kantons Orthe et Arrigans. Die Einwohner werden Gaassois genannt.

## Geografie
Gaas liegt etwa elf Kilometer südlich von Dax. An der nördlichen Grenze verläuft das Flüsschen Bassecq, im Westen sein Zufluss Jouanin. Umgeben wird Gaas von den Nachbargemeinden Bénesse-lès-Dax im Norden, Pouillon im Süden und Osten, Cagnotte im Westen sowie Heugas im Nordwesten.

## Bevölkerungsentwicklung
| Jahr                       | 1962 | 1968 | 1975 | 1982 | 1990 | 1999 | 2006 | 2017 |
| Einwohner                  | 356  | 349  | 305  | 320  | 342  | 364  | 450  | 496  |
| Quellen: Cassini und INSEE |      |      |      |      |      |      |      |      |

## Sehenswürdigkeiten
- Kirche Saint-Laurent

## Persönlichkeiten
- Laurent Labaigt (Pseudonym: Jean Rameau, 1858–1942), Dichter und Romancier